# Volkseigentum
Volkseigentum ist eine besondere Form des Eigentums, das im Gegensatz zum Eigentumsbegriff des Bürgerlichen Gesetzbuches in sozialistischen Rechtsordnungen mit einem dichotomischen Eigentumsbegriff zu finden ist. Der Begriff des Volkseigentums wird teilweise als irreführend angesehen, weil weder das Volk Inhaber des Volkseigentums sei, noch dem Volk als Ganzem („jedermann“), sondern nur einzelnen Beliehenen das Nutzungsrecht an volkseigenen Vermögensgegenständen zustehe.
Das zugehörige Eigenschaftswort ist volkseigen; bis zur Wende in der DDR war es vor allem in Wortverbindungen wie „VEB ...“ bekannt.

## Sinn und Zweck des Volkseigentums
Wirtschaftlich unterscheidet sich das Volkseigentum von dem herkömmlichen öffentlichen Eigentum, das die öffentliche Hand an Produktionsmitteln, Wäldern, Stränden, Meeren, Straßen, Schulen, Krankenhäusern usw. begründen kann, dadurch, dass beim Volkseigentum die öffentliche Hand das Eigentum nicht zuvörderst selbst nutzen will oder dieses von privater Nutzung überhaupt ausschließen will, sondern durch die Verleihung von Nutzungsrechten an Bürger und Betriebe eine Fremdbewirtschaftung in den durch Gesetz, Verleihungsakt oder durch einen Planungsträger vorgegebenen Grenzen erstrebt (sog. Zuführung einer gesellschaftlichen Nutzung). Um die durch die Bürger und Betriebe vorgenommenen Verwendungen zu sichern, werden für die Fremdbewirtschaftung vielfach nicht nur obligatorische Nutzungsverhältnisse ausbedungen, sondern dingliche Nutzungsrechte verliehen, die den gesamten wirtschaftlichen Wert des Grundstücks verkörpern und wirtschaftlich an die Stelle des privaten Eigentums an Grundstücken treten. Diese Nutzungsrechte an Grundstücken entsprachen wegen ihrer mangelhaften Verkehrsfähigkeit und der vorgeschriebenen Art und Weise der Nutzung mehr staatlichen Lehen als dinglichen Rechten im Sinne des BGB. Zur Unterstreichung des Investitionsschutzes wächst oft das Recht an den auf Grund des Nutzungsrechtes durch den Bürger oder den Betrieb errichteten baulichen Anlagen oder Pflanzungen nicht der öffentlichen Hand an. Der Nutzungsberechtigte erwirbt vielmehr dann ein Sondereigentum (Gebäudeeigentum), obwohl solche Anlagen oder Pflanzungen mit dem Grundstück verbunden sind. Die öffentliche Hand darf das Grundstück meist weder an Private veräußern, noch dieses zugunsten Privater mit Grundpfandrechten belasten.
Die Belastung des Volkseigentums mit dinglichen Nutzungsrechten, die Bebauung oder Bepflanzung mit fremden Eigentum, das Veräußerungs- und Beleihungsverbot höhlen den wirtschaftlichen Eigenwert des Volkseigentums völlig aus. Der wirtschaftliche Wert des Grundstücks wird vielmehr durch das dingliche Nutzungsrecht und das Gebäudeeigentum wiedergegeben, das wirtschaftlich an die Stelle des Grundeigentums tritt. Die Motivation zur Errichtung des Volkseigentums entsprang der weltanschaulichen Überzeugung des Kommunismus, welche das Privateigentum an Produktionsmitteln als Grundlage der Ausbeutung ansieht und dieses ablehnt.
Von der rechtlichen Konstruktion (nicht von der wirtschaftlichen Funktion) lehnt sich das Volkseigentum stark an das Lehnsrecht, das Recht der Stammgüter und die Familienfideikommisse an.

## In der DDR

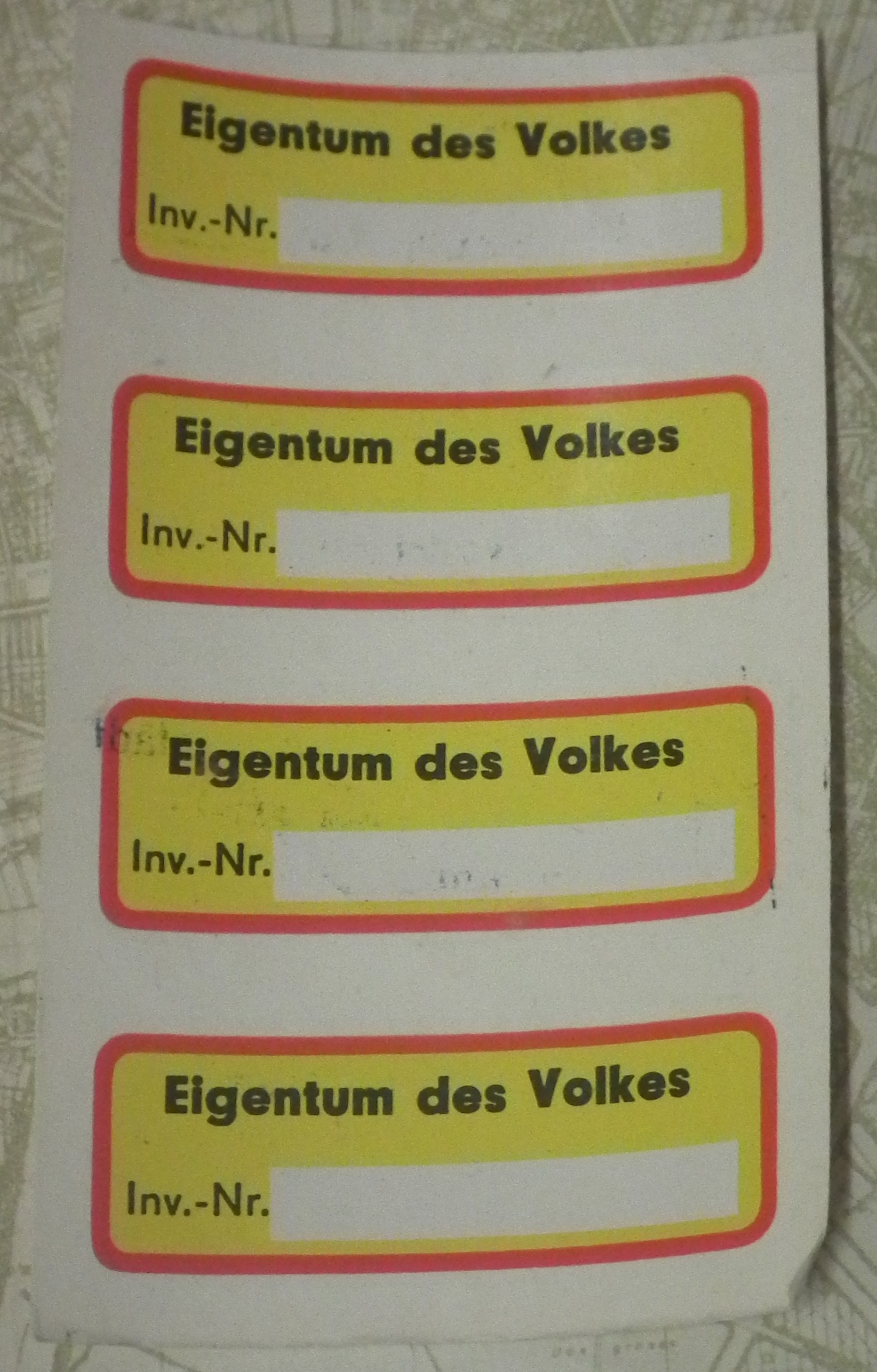
Volkseigentum in Betrieben und Schulen der DDR wurde durch einen solchen Aufkleber mit Inventar-Nummer kenntlich gemacht.

In den 1980er-Jahren war etwa 98 Prozent des gesamten Produktivvermögens der DDR volkseigen, darunter etwa 8000 Volkseigene Betriebe (VEB) und Kombinate. Vollständig in Volkseigentum in diesem Sinn überführt wurden in der DDR Bodenschätze, Bergwerke, Gewässer, Naturreichtümer, Kraftwerke, Banken, Versicherungen, Transportmittel, Verkehrswege, Luftfahrt, Schifffahrt, Post- und Fernmeldewesen sowie alle Industriebetriebe. 50 % der Liegenschaften standen im Volkseigentum. Dazu kamen noch andere, oftmals landwirtschaftlich genutzte Flächen, die Gegenstand sonstigen sozialistischen Eigentums waren.

### Entstehung

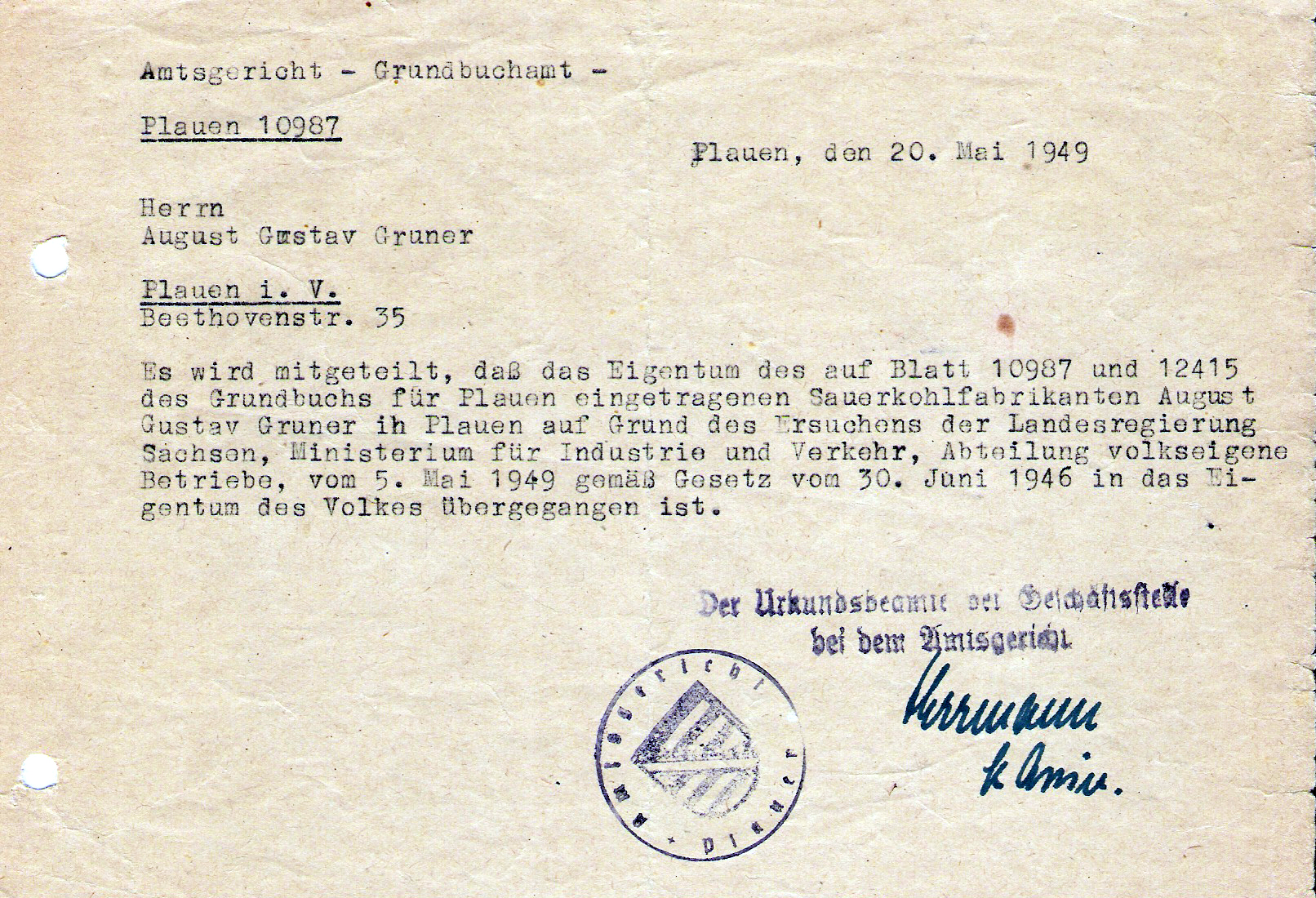
Schreiben des Grundbuchamtes zur Enteignung zweier Grundstücke in der Stadt Plauen an den ehemaligen Besitzer (20. Mai 1949)

Für die Entstehung des Volkseigentums in der DDR sind vor allem folgende Fallgruppen zu unterscheiden:
- Bereits in der Sowjetischen Besatzungszone durch die SMAD beschlagnahmte Vermögenswerte von Personen, die als führender Mitglieder und einflussreicher Anhänger der NSDAP, als Kriegsverbrecher oder als Großgrundbesitzer galten (meist über 100 ha), wurden in Sachsen durch Volksentscheid, in den anderen Ländern und Berlin durch analog erlassene Gesetze zu Volkseigentum.[10]
- Vermögenswerte der Öffentlichen Hand, die Gemeinden, Landkreisen und Ländern gehörten, wurden dem Volkseigentum zugeordnet.
- Volkseigene Vermögenswerte entstanden durch laufende Wirtschaftstätigkeit.
- Naturreichtümer wurden als Volkseigentum definiert.
- Das Vermögen von Flüchtlingen aus der DDR wurde eingezogen, soweit es nicht durch staatliche Stellen an Dritte veräußert wurde.
- Spätere Enteignungen von mittelständischen Betrieben und privaten Anteilen wurden zunächst über staatliche Zwangsbeteiligungen, mit denen sich der Staat die Mehrheit sicherte, und anschließendes Herausdrängen der Alteigentümer durchgeführt. Grundlage für den Entzug von Betriebsvermögen war ein Beschluss des Ministerrats der DDR vom 9. Juli 1972.
- Kalte Enteignungen. Häufige Fälle waren, dass Eigentümer von Mietshäusern infolge der staatlichen Mietpreisbindung keine kostendeckenden Mietzinsen mehr erzielen konnten und daher das Eigentum an den Staat abgeben mussten.
- Unlautere Machenschaften, bei denen der Alteigentümer seine Eigentumspositionen unter Anwendung von Willenszwang nach außen nur scheinbar freiwillig aufgab oder unter fingierten Gründen inhaftiert und angeklagt wurde, bei Selbständigen gern Wirtschaftskriminalität wie bei der Aktion Rose.
- Sachen und Immobilien wurden auch durch Ankauf in Volkseigentum überführt.

Bis zur Gründung der DDR 1949 war bereits etwa die Hälfte aller Produktionsmittel in Volks- und Gemeineigentum überführt worden. Der Sprecher des „Amtes zum Schutz des Volkseigentums“ im sächsischen Landtag zeigte sich im März 1949

„nicht davon überzeugt, daß allen Menschen das Volkseigentum bereits ans Herz gewachsen ist, daß sie es beginnen zu schützen. […] Einer der größten Faktoren für Schäden, die in den volkseigenen Betrieben eintreten, liegt in der Nachlässigkeit der Menschen […], in dem großen Abstand, den sie heute noch gegenüber dem Volkseigentum haben.“

### Gesetz zum Schutz (VESchG)
Im September 1952 verabschiedete das Politbüro der SED das „Gesetz zum Schutz des Volkseigentums und anderen gesellschaftlichen Eigentums“ VESchG. Es durchlief die Volkskammer per Akklamation und trat am 6. Oktober 1952 in Kraft. Beim Verstoß gegen das Gesetz (etwa „Diebstahl, Unterschlagung oder sonstiges Beiseiteschaffen von staatlichem und genossenschaftlichem Eigentum oder von Eigentum gesellschaftlicher Organisationen“) drohten Zuchthausstrafen bis zu 25 Jahren. Praktiziert von den Gerichten wurde selbst bei Bagatellvergehen eine Mindeststrafe von einem Jahr Zuchthaus. Der Gesetzestext wurde den Arbeitern sogar in die Lohntüten gesteckt. Ein Jahr später legte Generalstaatsanwalt Ernst Melsheimer seine „Erfolgsstatistik“ vor – ein Anstieg der Verfahren in nur einem halben Jahr von 218 auf 2391 und der daran beteiligten Personen von 283 auf 3572 (siehe Grafik oben). DDR-Justizminister Max Fechner sorgte für eine umgehende Überführung der Verurteilten in die Strafanstalten:

„Das gilt besonders für die schnelle Durchführung der Strafverfahren bei Verbrechen nach dem VESchG, die wesentlich dazu beitragen, durch schnelle Bestrafung die erziehende und abschreckende Wirkung des Gesetzes zu erhöhen und das Bewußtsein von der Unantastbarkeit des Volkseigentums bei unseren Werktätigen zu entwickeln.“

### Rechtliche Eigenschaften des Volkseigentums
In der DDR war das Volkseigentum eine inhaltlich besonders ausgestaltete Form von Staatseigentum. Offizieller Eigentümer waren dabei alle DDR-Bürger. Es bildete zusammen mit dem genossenschaftlichen Eigentum und dem Eigentum gesellschaftlicher Organisationen das sozialistische Eigentum. Im Rechtsgebiet der DDR war neben dem sozialistischen Eigentum noch das persönliche Eigentum eingeführt. Das dichotome Eigentumsrecht der DDR stand im Gegensatz zu dem einheitlichen Eigentumsbegriff im BGB des Deutschen Reiches und der Bundesrepublik Deutschland. Der Inbegriff der Dinge, die geeignete Gegenstände des Volkseigentums sein konnten, war weiter gefasst als nach dem Eigentumsbegriff des BGB. Volkseigentum konnte sowohl an Sachen (Liegenschaften, Fahrnis), Rechten und sonstigen Gegenständen (z. B. Betrieben) bestehen.

#### Nutzung
Die Rechtsmacht, den Gegenstand, an welcher das Eigentumsrecht bestand, zu nutzen, zu verarbeiten, umzugestalten, zu zerstören, zu veräußern, zu belasten und dergleichen war von Gesetzes wegen stark eingeschränkt. Das Volkseigentum konnte nur nach Maßgabe staatlicher Pläne genutzt werden. Weil der Staat alleine das Volkseigentum nicht sinnvoll nutzen konnte, musste er dritten Personen Nutzungsrechte einräumen: Die Nutzung des Volkseigentums wurde vor allem Volkseigenen Betrieben, Kombinaten, wirtschaftsleitenden Organen, sozialistischen Genossenschaften und gesellschaftlichen Organisationen sowie Bürgern eingeräumt.

##### Nutzung durch Bürger
Die Machthaber der DDR sahen es als sinnvoll an, durch Ausnutzungen der Privatinitiative mehr Eigenheime und dergleichen zu schaffen und das Erholungsbedürfnis der Werktätigen besser zu befriedigen. Die DDR stellte den Bürgern daher Rechte an volkseigenen Grundstücken zur bestimmten, genau vorgeschriebenen Nutzungen zur Verfügung: durch staatliche Verleihung eines Nutzungsrechts für den Bau und die persönliche Nutzung von Eigenheimen; durch Nutzungsvertrag zur Bewirtschaftung von forst- und landwirtschaftlich nicht genutzten Grundstücken zu kleingärtnerischen Zwecken, zur Erholung und Freizeitgestaltung. Zeitweise konnten Nutzungsrechte nur an bestimmte soziale Schichten verliehen werden: nach Verordnung über die Finanzierung des Arbeiterwohnungsbaues vom 4. März 1954 war z. B. die Verleihung nur an Arbeiter und Angestellte möglich.
Die Schwierigkeit bestand darin, dass der Bürger kein wirtschaftliches Interesse gehabt hätte, auf volkseigenen Grundstücken Investitionen aus seinem persönlichen Vermögen (Eigenkapital) zu tätigen, weil der durch die Investition geschaffene Mehrwert des Grundstücks ausschließlich dem Staat als Eigentümer anheimgefallen wäre. Ein solcher Investitionsschutz ist sehr einfach durch Privateigentum an Grundstücken zu gewährleisten, welches die DDR aus weltanschaulichen Gründen aber zu vermeiden versuchte. Die rechtstechnische Lösung wurde in dem Gebäudeeigentum gefunden. Die auf dem volkseigenen Grundstück, welches für die Errichtung eines Eigenheims verliehen wurde, errichteten Gebäude, Anlagen und Anpflanzungen (nicht das Grundstück selbst) waren persönliches Eigentum des Nutzungsberechtigten (§ 288 Abs. 4 ZGB-DDR). Für die Verlautbarung des Gebäudeeigentums wurde ein gesondertes Gebäudegrundbuchblatt angelegt. Wochenendhäuser sowie andere Baulichkeiten, die der Erholung, Freizeitgestaltung oder ähnlichen persönlichen Bedürfnissen der Bürger dienten und in Ausübung eines vertraglich vereinbarten Nutzungsrechts errichtet worden sind, waren ebenfalls unabhängig vom Eigentum am Boden Eigentum des Nutzungsberechtigten, soweit nichts anderes vereinbart wurde (§ 296 Abs. 1 ZGB-DDR). Für Wochenendhäuser und andere Baulichkeiten wurde hingegen kein öffentliches Register geführt. Die Aufspaltung der wirtschaftlichen Einheit „bebautes Grundstück“ in mehrere Bestandteile, welche jeweils gesondert Gegenstand besonderer Rechts waren, führte zu einer Trennung des Eigentums in „Obereigentum“ und „Nutzungseigentum“. Das galt umso mehr, als dass das Nutzungsrecht an volkseigenen Grundstücken zu Eigenheimzwecken unbefristet verliehen wurde und dadurch das Eigentum dauerhaft auseinanderfiel.
Das Gebäudeeigentum konnte mit staatlicher Genehmigung veräußert und vererbt werden. Veräußerungen waren nur an Personen zulässig, die noch nicht Eigentümer eines Eigenheims waren. Zeitweise war das Erbrecht betreffend das Gebäudeeigentum beschränkt: So konnte nach dem Gesetz über die Verleihung von Nutzungsrechten an volkseigenen Grundstücken vom 14. Dezember 1970 das Nutzungsrecht nur an jemanden vererbt werden, welcher nicht Eigentümer eines anderen Eigenheims war, das Eigenheim zu persönlichen Wohnzwecken nutzen wollte und DDR-Bürger war (§ 5 Abs. 2 NRG). Das Eigentum an Gebäuden, Anlagen und Anpflanzungen konnte mit Hypotheken belastet werden (§ 452 Abs. 1 Satz 2 ZGB-DDR).
Bei nicht bestimmungsgemäßer Nutzung konnte das zuständige staatliche Organ das Nutzungsrecht mit der Folge entziehen, dass das Nutzungseigentum des Bürgers an Gebäude, Anlagen und Anpflanzungen wieder in Volkseigentum übergeht.
Weil das Volkseigentum wegen der Verleihung des Nutzungsrecht an den Bürger keine planmäßige Nutzungsmacht mehr umfasste, aber auch Verfügungen von Gesetzes wegen ausgeschlossen waren, wurde es an solchen Grundstücken zu einem „leeren“ Recht. Als mit der Einführung der Marktwirtschaft das Volkseigentum seine Verfügungsfähigkeit zurückerhielt und so einen Marktwert erhielt, musste zwischen dem Grundstückseigentümer (ehemaliges Volkseigentum) und dem Gebäudeeigentümer ein Interessenausgleich hergestellt werden und das einheitliche Recht an Grundstücken einschließlich ihrer wesentlichen Bestandteile wie Gebäude wieder aufgerichtet werden (siehe Abschnitt Sachenrechtsbereinigung).
Eine ganz ähnliche Einrichtung bestand bei der Zuweisung von Nutzungsrechten an genossenschaftlichem Eigentum zu Eigenheimzwecken.

##### Nutzung durch Betriebe, staatliche Organe und Einrichtungen
Es bestand auch die Möglichkeit, dass Betriebe, staatliche Organe und Einrichtungen volkseigene Grundstücke sowie nichtenteignete Privatgrundstücke vertraglich nutzten. Die im Rahmen eines solchen Nutzungsvertrags errichteten Gebäude und Anlagen waren unabhängig vom Eigentum am Boden Volkseigentum. Waren bedeutende Erweiterungs- und Erhaltungsmaßnahmen an vertraglich genutzten Grundstücken durchgeführt worden, bestand entsprechend der Werterhöhung ein volkseigener Miteigentumsanteil (§ 459 Abs. 1 ZGB-DDR).
Diese Vorschriften galten entsprechend für die Nutzung durch sozialistische Genossenschaften und gesellschaftliche Organisationen.

#### Verfügungen
Das Volkseigentum war unveräußerlich; insbesondere war eine Umwandlung von Volkseigentum in persönliches Eigentum nicht möglich. Es war unbeleihbar und konnte auch in sonstiger Weise nicht belastet werden. Es war in besonderer Weise strafrechtlich geschützt. Die Idee hinter dem Volkseigentum war, dass gesellschaftlich nützliche Dinge, vor allem Produktionsmittel und Infrastruktur-Einrichtungen nicht dem Wohle einzelner, sondern dem Wohle der Allgemeinheit dienen sollten.

### Kritik am Volkseigentum
Das Volkseigentum hatte wegen seiner Unverfügbarkeit keine Umlauffähigkeit. Weil Volkseigentum nicht als Kreditsicherheit verwendet werden konnte, beeinträchtige es die Kreditfähigkeit der Volkswirtschaft der DDR nachhaltig.
Dem Volkseigentum wird häufig vorgeworfen, nur zum Schein Eigentum des Volkes gewesen zu sein. Vielmehr sei es eine ideologisch verbrämte Bezeichnung für Staatseigentum gewesen. In der Tat haben sich viele Menschen in der DDR nicht mit ihrem Volkseigentum identifiziert. Des Weiteren ging die Kontrolle über das Volkseigentum vom Staat aus, welcher aufgrund des Führungsanspruchs der SED nicht mit dem gesamten Volk identisch war. Dennoch ist eine Gleichsetzung mit Staatseigentum nicht absolut zutreffend, zumal Letzteres veräußerlich sein kann.
Die DDR-Führung war sich der rechtlich bedenklichen Situation durchaus bewusst, so dass das Volkseigentum schon wegen der Möglichkeit späterer Rückgabe- oder Entschädigungsforderungen im Zuge einer bis in die 1960er-Jahre für möglich gehaltenen deutschen Vereinigung nicht veräußert werden durfte.

### Während und nach der Wiedervereinigung
Volkseigentum als Rechtsform kam im bundesdeutschen Recht nicht vor und wurde bei der deutschen Wiedervereinigung auch nicht eingeführt. Bereits mit DDR-Gesetz vom 17. Juni 1990 (Treuhandgesetz) war das Volkseigene Vermögen zu privatisieren oder auf Gemeinden, Kreise oder Länder zu übertragen. Zu diesem Zweck wurden durch DDR-Gesetz vom 28. Juni (1. Zivilrechtsänderungsgesetz) die inhaltlichen Beschränkungen (Pfändungs- und Belastungverbot, Veräußerungsverbot) aufgehoben. Dadurch ist das Volkseigentum zu einem herkömmlichen Staatseigentum geworden. Durch Anlage I B (Geschäftsbereiche) Kapitel III Sachgebiet B Abschnitt 2 Nr. 1 des Einigungsvertrags wurde dem EGBGB ein 6. Teil angefügt (Art. 230 bis 237 EGBGB), der intertemporäres Kollisionsrecht enthält, dessen Zweck es ist zu entscheiden, welche Rechtspositionen im Beitrittsgebiet nach dem BGB oder nach DDR-Recht beurteilt werden. Mit dem Tage des Beitritts fanden auf das Eigentum die Vorschriften des BGB Anwendung. Allerdings blieben Gebäude, Baulichkeiten, Anlagen, Anpflanzungen oder Einrichtungen, an denen ein Nutzungseigentum bestand, weiter sonderrechtsfähig. Es konnten sogar auch noch nach der Wiedervereinigung Eigentumsrechte unabhängig von Grundstückseigentum an solchen Bestandteilen von Liegenschaften begründet werden, sofern das Nutzungsrecht an einem solchen Grundstück oder das vertragliche Nutzungsrecht vor dem Beitritt bereits bestanden hat.

#### Sachenrechtsbereinigung
Diese Rechtslage erwies sich als außerordentliches Investitionshemmnis in den neuen Bundesländern. Erwarb ein Investor ein Grundstück, welches vormals volkseigen war, konnte er nicht sicher sein, dass nicht an Gebäuden, Baulichkeiten, Anlagen, Anpflanzungen oder Einrichtungen gesonderte Rechte bestanden. Die Verlautbarung von Rechten an Gebäuden unterblieb häufig; Rechte an Erholungsheimen usw. wurden gar nicht eingetragen. Weil der nutzungsberechtigte Bürger die Verlautbarung in einem öffentlichen Register nach dem DDR-Grundbuchrecht nicht verlangen konnte, konnte man auch nicht im Wege eines gutgläubigen Erwerbs durch den Investor dem Nutzungseigentümer den Verlust einseitig zurechnen. Anzustreben war daher eine Ablösung der Rechte an wesentlichen Bestandteilen von Grundstücken. Diese Sachenrechtsbereinigung wurde durch das Sachenrechtsänderungsgesetz vom 1. Oktober 1994 im sog. dualen System durchgeführt, d. h. der Nutzungseigentümer konnte das Grundstück, an dem er nach DDR-Recht kein Eigentum besaß, zur Hälfte des Verkehrswertes aufkaufen oder sich das Nutzungseigentum in ein dreißigjähriges Erbbaurecht umwandeln lassen. Die Sachenrechtsbereinigung fand bei einem Streitfalle zunächst in einem vorgeschalteten obligatorischen notariellen Vermittlungsverfahren statt. Ziel der Sachenrechtsbereinigung war, das Eigentumsrecht an das BGB wieder heranzuführen, die Beleihbarkeit und Verkehrsfähigkeit des Grundstückeigentums wiederherzustellen und die durch die Marktwirtschaft entstandenen Bodenwerte hälftig auf Grundstückseigentümer und Nutzungseigentümer zu verteilen.

#### Regelung offener Vermögensfragen
Die Regelung offener Vermögensfragen betrifft dagegen das Problem, inwieweit ehemalige Eigentümer, die durch die Sowjetunion unter ihrem Besatzungsregime oder später von der DDR entschädigungslos enteignet wurden, wieder in ihre früheren Eigentumspositionen zurückversetzt werden sollten. Dabei war ein Interessenausgleich zu suchen zwischen den Alteigentümern und den aktuellen Grundstückseigentümern und Nutzungseigentümern. Art. 21  f. des Einigungsvertrags regelt die Fragen betreffend die damalige Verlagerung von Eigentum der öffentlichen Hand auf die DDR, das Gesetz zur Regelung offener Vermögensfragen vom 31. August 1990 (BGBl. II S. 885, 1159) normierte die sonstigen Fälle von Enteignungen durch die DDR (z. B. DDR-Flüchtlinge). Dagegen ist nach Art. 41 des Einigungsvertrags die Rückgabe von Eigentum, welches durch die UdSSR enteignet wurde ausgeschlossen. Die letzte Regelung ist trotz heftiger Kritik vom Bundesverfassungsgericht mit dem Argument bestätigt worden, dass diese Enteignungen nicht auf deutscher, sondern sowjetischer Hoheitsgewalt beruhten und daher dem deutschen Staat nicht zurechenbar seien. In der Verhandlung vor dem BVerfG gab der damalige Staatssekretär Kastrup an, die UdSSR habe die Unumkehrbarkeit der Enteignungen ihrer Besatzungszeit zu einer Bedingung für die Wiedervereinigung gemacht. Das Verfassungsgericht entschloss im November 1996, dass die Enteignungen verfassungsrechtlich unbedenklich seien, weil es Enteignungsmaßnahmen auf besatzungshoheitlicher Grundlage seien.